# یانوش‌هازا
یانوش‌هازا (به مجاری:  Jánosháza) یک شهرداری در مجارستان است که در واش واقع شده‌است. یانوش‌هازا ۲۳٫۴۱ کیلومتر مربع مساحت و ۲٬۵۷۲ نفر جمعیت دارد.